# Eva Mansfeldová
Eva Mansfeldová (1. května 1950, Praha – 1. října 2016 tamtéž) byla česká malířka geometrické abstrakce.

## Život

### Studium
V letech 1969–1975 studovala na Akademii výtvarných umění v Praze v ateliéru u profesora Aloise Fišárka.

## Tvorba
Je považována za nejvýraznější představitelku české variace konkrétního umění a svým způsobem i op-artu. Převládajícím motivem její tvorby je konkretismus, jeho vyjádření symbolem, často se zabývala spirituálními tématy.
Obrazy Evy Mansfeldové jsou lyrické, na diváka působí vizuálně jako poezie. Mají meditativní rovinu. Tím, že je mnohdy tah štětcem nahrazen jinou technikou, je malířčin rukopis více odosobněný, do obrazu však vnáší světelnost a barevnou zářivost.
Vedle maleb olejem na plátně jsou významnou součástí tvorby také práce na papíře vytvářené stejně jako u jejích pláten technicky kombinovanou technikou s náročným zpracováním detailu.

## Výstavy

### Výběr autorských výstav
- 1982 Paesaggi Toscani, Italské velvyslanectví, Italský kulturní institut, Praha
- 1986 Kresby, malá scéna DK, České Budějovice Kresby, Alšova jihočeská galerie, České Budějovice
- Eva Mansfeldová, Obrazy z let 1981–1986, Galerie Vincence Kramáře, Praha
- 1989 Obrazy, Hornický dům kultury, Sokolov
- Eva Mansfeldová, Obrazy, Ústav makromolekulární chemie, Praha
- 1991 Eva Mansfeldová – obrazy, Vladimír Bok – plastiky, Galerie R, Praha
- 1992 Eva Mansfeldová – obrazy, Evropský kulturní klub, Pálffyho palác, Praha Elementare Poesie in Form und Farbe, Schloss Steinheim, Hanau-Steinheim am Main, Německo
- 1995 Obrazy, Galerie Zlatá kotva, Mariánské Lázně
- 1999 Obrazy, Galerie Lichtenštejnského paláce, Praha
- 2001 Obrazy, Státní úřad pro jadernou bezpečnost, Praha, Eva Mansfeldová, Obrazy, Dům umění Opava
- 2002 Formy abstrakce, Galerie ES, Praha
- 2004 Geomorfozy, Galerie Rozehnal, Praha, Obrazy, Glass-galerie Svoboda, Žďár nad Sázavou
- 2005 Obrazy, hotel Radisson, Galerie La Femme, Praha
- 2006 Eva Mansfeldová, Obrazy, Vladimír Bok, Sochy, Galerie Oliva, Praha
- 2007 Malba a kresba, Galerie 9, Klokočná, Eva Mansfeldová, Obrazy, Galerie ART+UM ART, Praha
- 2009 Eva Mansfeldová 3× jinak, Galerie La Femme, Praha, Eva Mansfeldová, Obrazy, Lubomír Hurda, Kovové plastiky, Galerie Knížecí dvůr, Hluboká nad Vltavou
- 2011 Eva Mansfeldová, Obrazy, Vladimír Bok, Sochy, Hotel Kempinski, Praha
- 2012 Stromy a jiné, A & A Galerie, Dům U Černohorských, Újezd, Praha
- 2016 Moje zahradnictví, Galerie ES, Praha
- 2018 Retrospektiva, A & A Galerie, Dům U Černohorských, Újezd, Praha
- 2020 Pocta Evě Mansfeldové, Galerie La Femme, Praha

### Výběr z kolektivních výstav
- 1981 Nová tvorba mladých výtvarných umělců, Výstavní síň Mánes, Praha
- 1982 Obrazy a grafika – Mansfeldová, Hodonský, Halata, Galerie Platýz, Praha
- 1983 Mladí výtvarní umělci, Československý spisovatel, Praha
- Člověk naší doby, Galerie Václava Špály, Praha
- 1984 Hájenka 84, Muzeum Aloise Jiráska a Mikoláše Alše, Praha
- 1985 Nová Tvorba 85, Galerie Vincence Kramáře, Praha
- 1988 Salón pražských výtvarných umělců, Bruselský pavilon, Výstaviště Praha
- 1989 14 pražských výtvarných umělců, Městský dům kultury PKO, České Budějovice
- 1993 Chrasten, Nové sdružení pražských umělců, Vyšehrad, Praha
- Kresby, Nové sdružení pražských umělců, Galerie R, Praha
- 1994 Vyšehrad '94, Nové sdružení pražských umělců, Vyšehrad, Praha
- 1995 Konstanty, Nové sdružení pražských umělců a jeho hostů, Vyšehrad, Praha
- Jiná jména, Nové sdružení pražských umělců, Pojizerská galerie, Semily
- 1997 Práce na papíře, Nové sdružení pražských umělců, Mánes, Praha
- 1996 Kunst aus Prag (Miroslav Marschal, Zdeňka Marschalová, Eva Mansfeldová, František Hodonský), Gluri Suter Huus, Wettingen, Švýcarsko
- 1999 Rovnoběžky, Nové sdružení pražských umělců, Strahovský klášter, Praha
- Obrazy, Hotel Thermal, Karlovy Vary
- 2000 Setkání výtvarníků konstruktivní orientace, in memoriam Radek Kratina, Galerie Vincence Kramáře, Praha
- 2001 Prager Künstlerinnen, Rathaus Reutlingen, Kunsthalle Tübingen, Německo
- Klub konkrétistů, Dům umění, bývalý kostel sv. Václava, Opava
- Důvěrný dialog, Nové sdružení pražských umělců, Strahovský klášter
- 2002 Barva a geometrie, Dagmar Brichcínová, Eva Mansfeldová, Kateřina Štenclová, Galerie města Blanska
- 2004 Nové sdružení pražských umělců, Lidická galerie, Památník Lidice
- Eurodialog 2004, Nové sdružení pražských umělců, Strahovský klášter, Praha
- Obrazy a objekty, Králík, Mansfeldová, Marschalová, Navrátil, Petříčková, Prášek, Synecká, Nadace Český barok, Nové sdružení pražských umělců, Galerie Lapidárium, Praha
- 2005 Nové sdružení pražských umělců, Městská galerie, Litomyšl
- 2006 Práce na papíře II, Nové sdružení pražských umělců, Galerie Nová síň, Praha
- Art Prague, veletrh současného umění, Výstavní síň Mánes, Praha
- 2007 Rande 52, Nové sdružení pražských umělců, Galerie 10, Waldesovo muzeum, Praha
- 2008 Salon Květena, Galerie 9, Klokočná
- Žena v zajetí techniky, Galerie La Femme, Praha
- 2008–2015 Vltavotýnské dvorky, Městská galerie U Zlatého slunce, Týn nad Vltavou

## Galerie

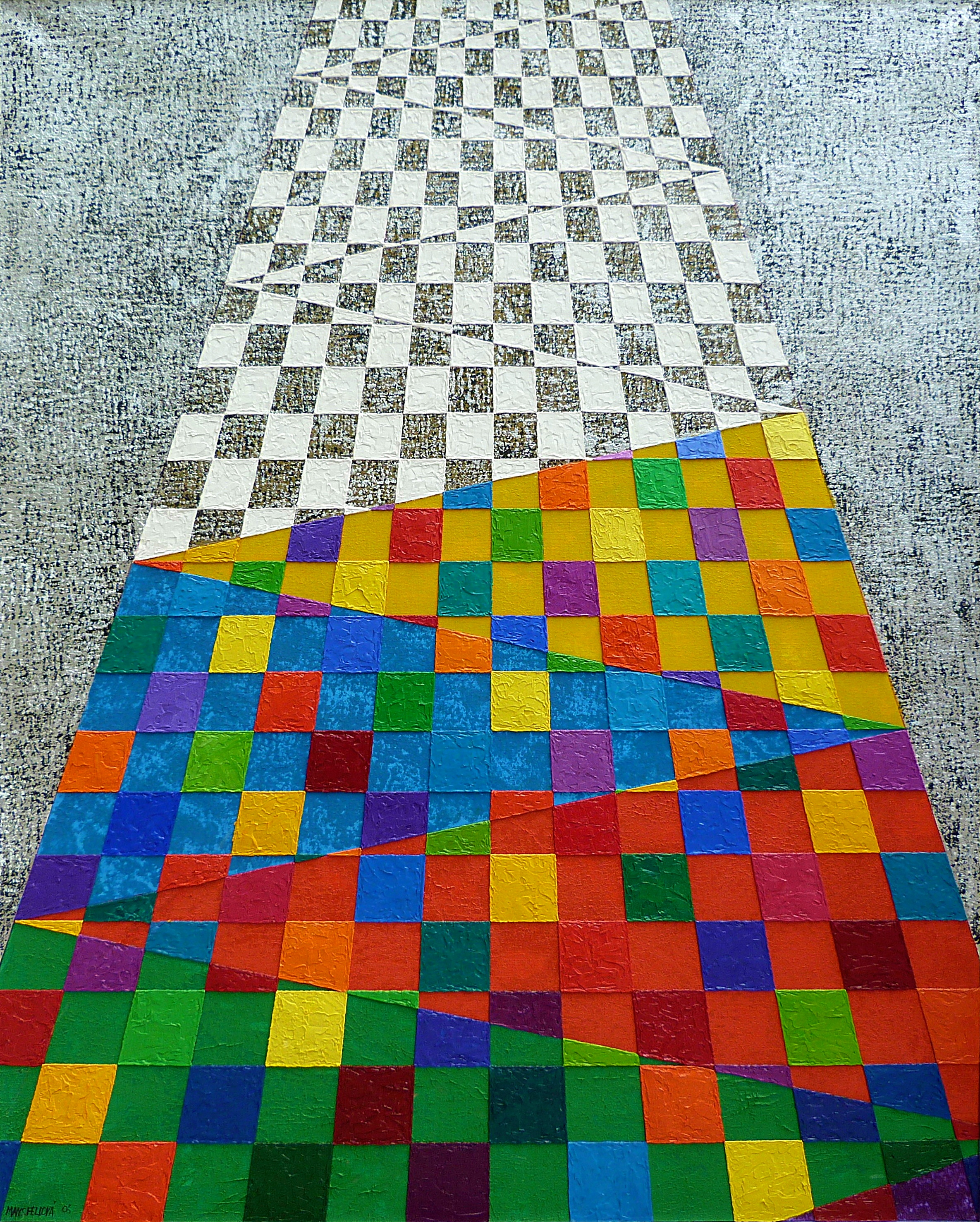
Varianta mozaiky I., olej na plátně
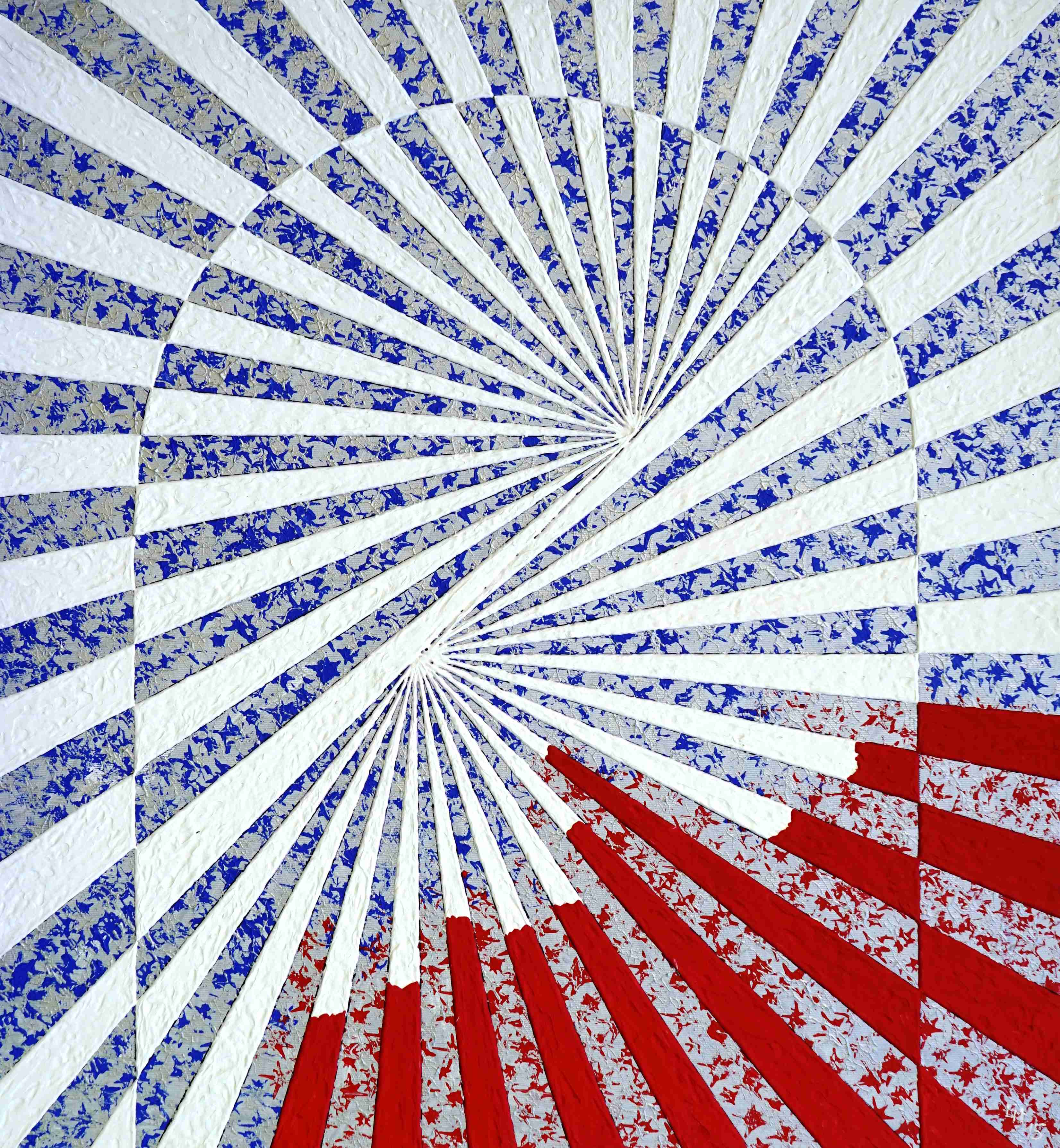
Brána, akryl na plátně